# Paleá Lykógianni (Imathie)
Paleá Lykógianni (grec moderne : Παλαιά Λυκόγιαννη) est une localité située dans le dème de Véria, dans le district régional d'Imathie, dans la periphérie de Macédoine-Centrale, en Grèce.
Selon le recensement de 2011, elle compte 161 habitants.